# Cheval du Karst
Le cheval du Karst, ou cheval blanc du Karst, constitue une population de chevaux connue sous l'Empire romain, et qui a perduré sur le plateau du Karst jusqu'à la sélection de la race du Lipizzan par le haras de Lipica, en 1580.

## Sources
Le cheval du Karst est évoqué dans de nombreuses sources à propos du Lipizzan, en tant que population locale de chevaux du plateau du Karst.

## Histoire
L'origine du cheval du Karst remonte vraisemblablement à l'Empire romain,. Les Romains leur auraient bâti un temple à la source de la rivière Timave. Ils ont vraisemblablement fait l'objet d'un élevage organisé, via une « amélioration » par croisement avec les meilleurs chevaux trouvés dans tout l'Empire romain.
Les sources écrites du XVIe siècle le décrivent comme un très bon cheval, souvent vendu contre une grosse somme d'argent afin de participer à des tournois. Selon l'évêque Bakić de Djakovo, les plus grands sont utilisés pour l'équitation, les plus petits pour porter des fardeaux. Ils sont élevés et entretenus de manière complètement naturelle, en liberté.

## Description
Le cheval du Karst est décrit comme relativement petit, rapide, et doté d'une maturité lente, puisqu'il atteint sa stature d'adulte à l'âge de sept ans. Bakić de Djakovo lui cite une taille de 1,50 m à 1,57 m.
D'après Stubenberg, qui s'exprime en 1662, il serait capable de travailler jusqu'à un âge avancé, soit trente ans, ce qui est considéré comme exceptionnel,.
Sa couleur est décrite comme « blanche »,. Il aurait eu d'excellents pieds, et une action élevée du genou.

## Influence sur le Lipizzan
Le cheval du Karst est cité pour avoir légué ses gènes et donc de nombreuses caractéristiques au Lipizzan, la principale preuve de cette influence résidant dans des sources anciennes dans lesquelles les ancêtres du Lipizzan sont nommés des « Chevaux du Karst élevés à Lipizza »,. Pour les chercheurs K. Potočnik, A. Šalehar, A. Mojca Simčič et Angela Cividini, « l'analyse de cette littérature montre clairement que le cheval du Karst a participé à la formation du Lipizzan ».

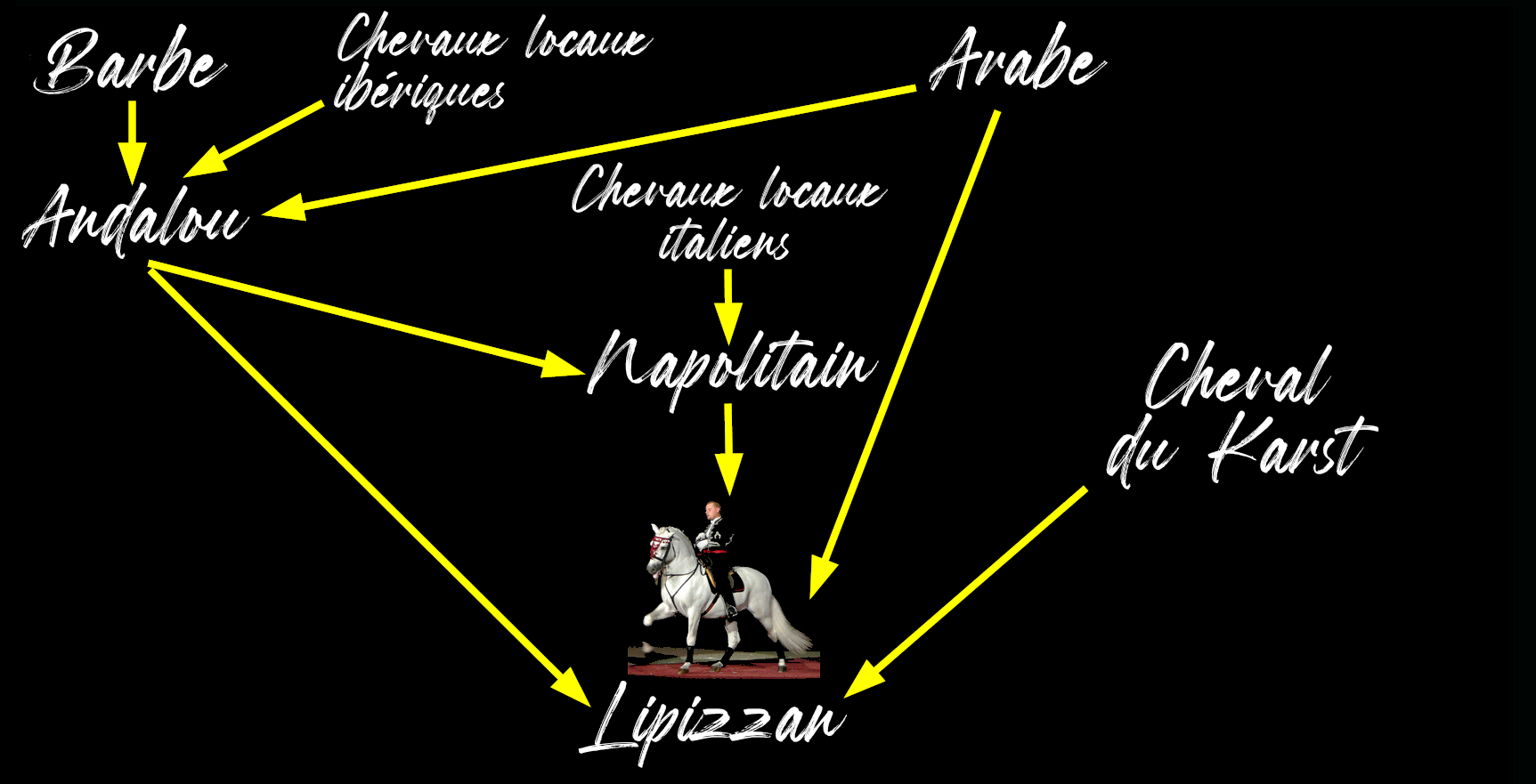
Origines du Lipizzan, selon H. Nürnberg, 1993.

Cependant, les sources limitées disponibles rendent impossible de mesurer précisément l'influence du cheval du Karst sur le Lipizzan.